# Machandel (Roman)

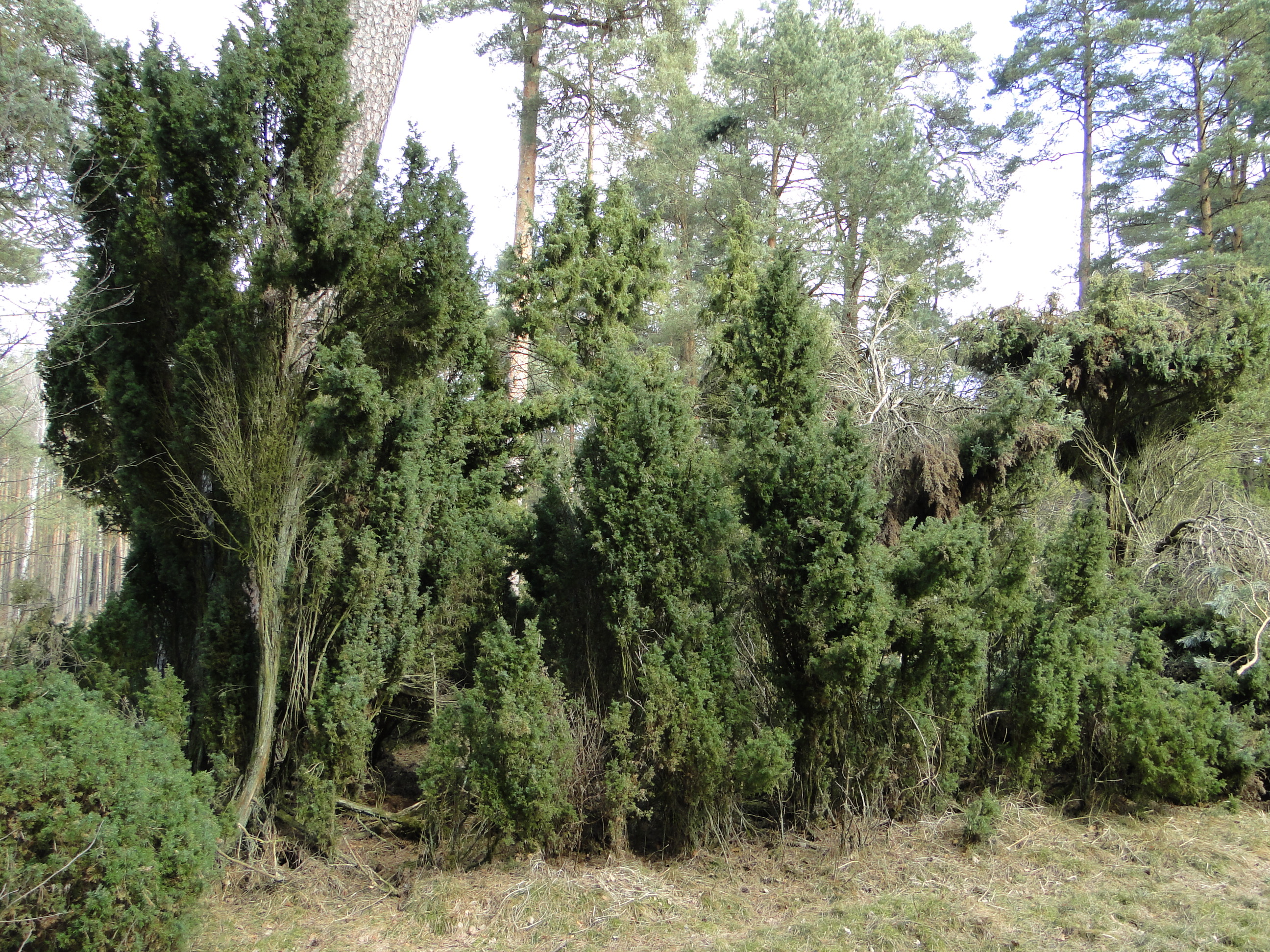
Wacholder in Jellen, Mecklenburg-Vorpommern

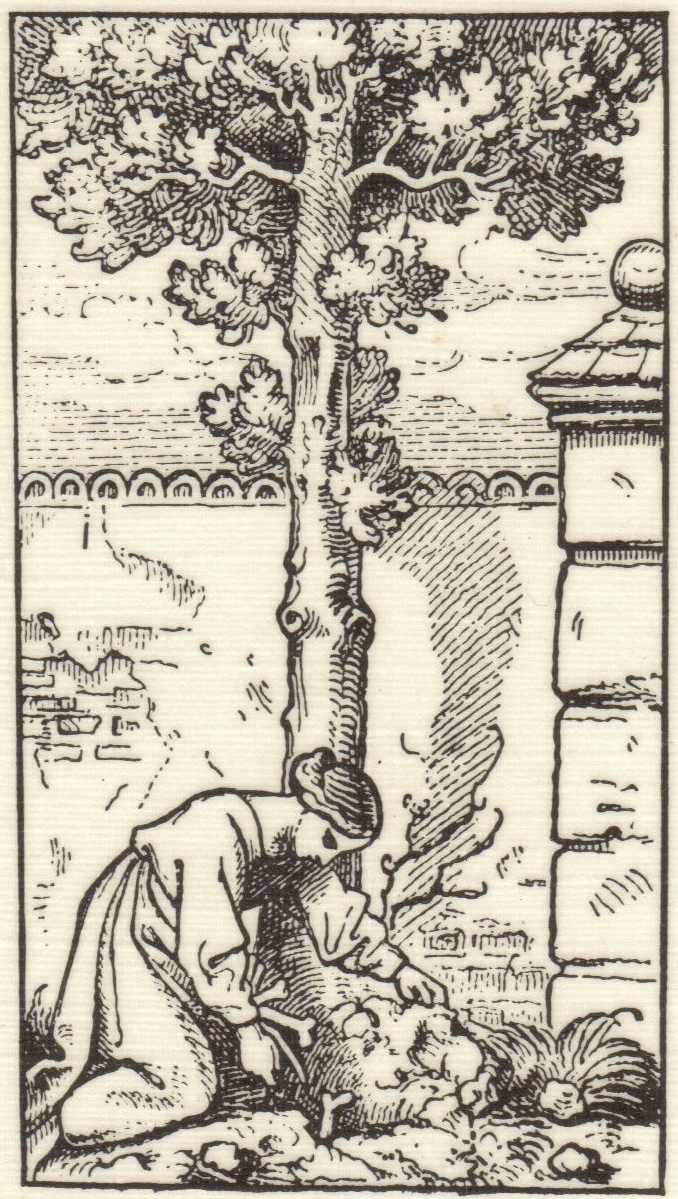
Moritz von Schwind – Von dem Machandelboom

Machandel ist ein im Jahr 2014 erschienener Roman der Autorin Regina Scheer. Der Name Machandel bezeichnet sowohl das fiktive Dorf Machandel in Mecklenburg, in dem ein Großteil der Handlung des Romans spielt; er nimmt aber auch bewusst auf die niederdeutsche Bezeichnung des Wacholders Bezug. Das Werk ist dem 1990 verstorbenen Autor Roger Nastoll gewidmet. Die Autorin erhielt für diesen Roman im Jahr 2014 den Mara-Cassens-Preis des Literaturhauses Hamburg sowie 2017 den Ver.di-Literaturpreis Berlin-Brandenburg.

## Inhalt

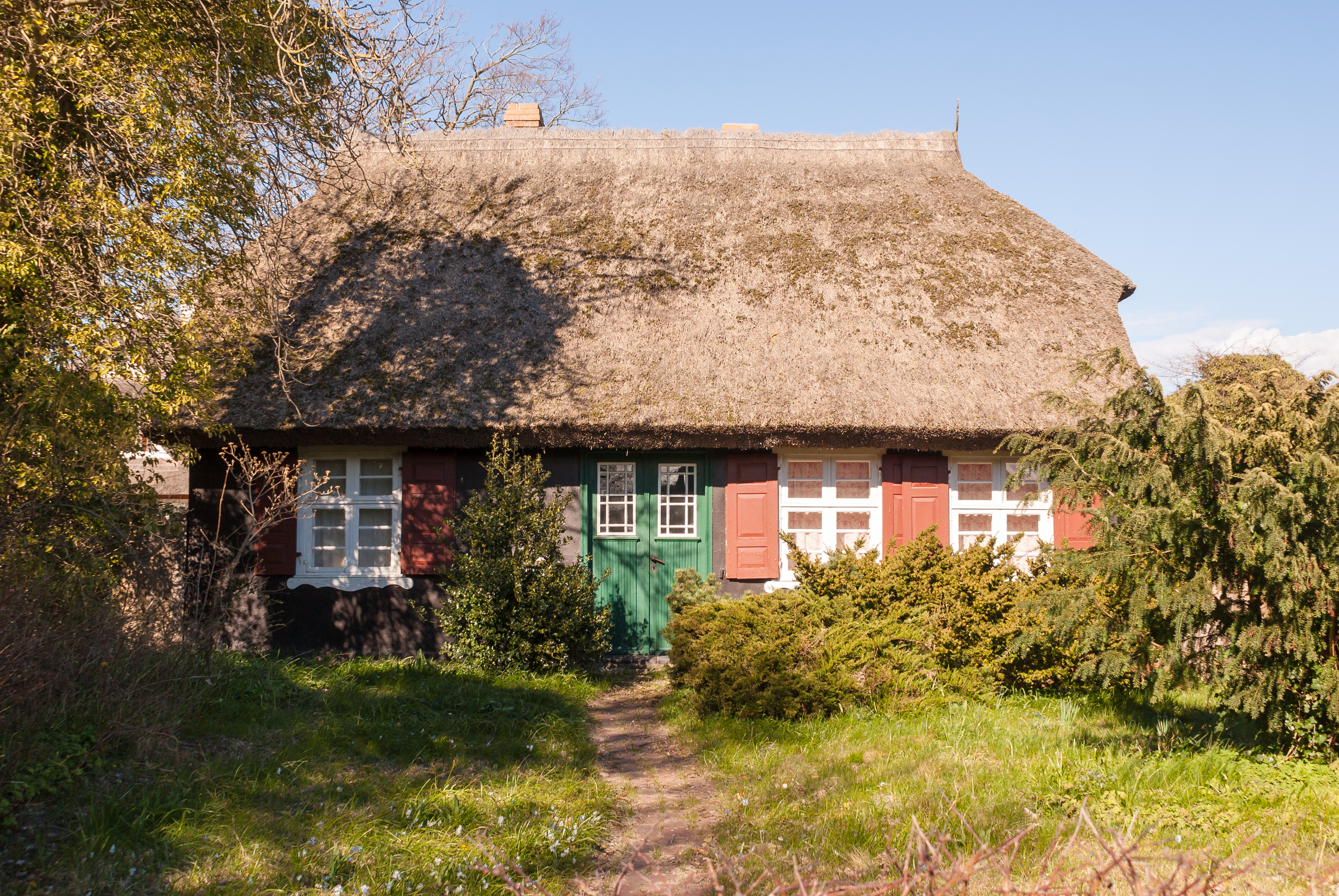
Katen in Ahrenshoop

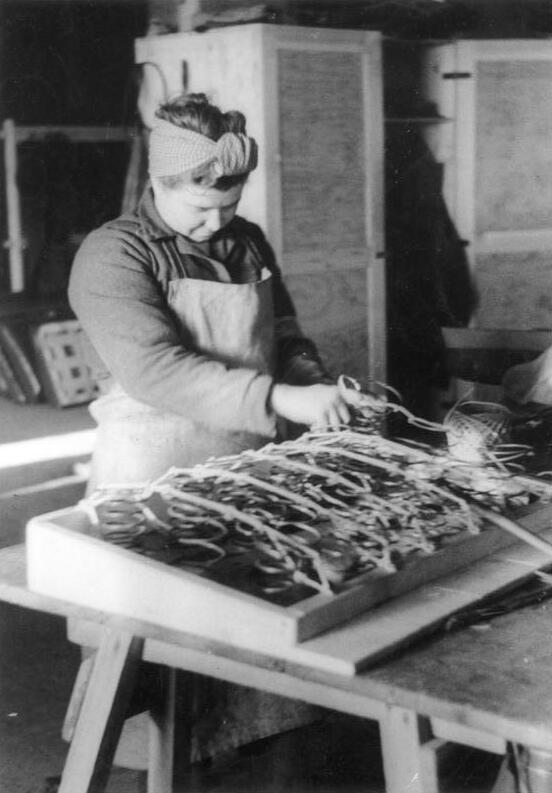
Fremdarbeiterin aus der Sowjetunion

Im Sommer 1985 reist Clara mit ihrem Mann Michael sowie ihrem Bruder Jan aus Ost-Berlin in das Dorf Machandel im Mecklenburgischen. Sie besucht damit zum ersten Mal den Ort, an dem sich ihre Eltern Johanna und Hans Langner im Jahr 1945 erstmals begegneten und in dem Jan ein Jahr später zur Welt kam. Für Jan ist es gleichzeitig der Abschied vom Ort seiner Kindheit, da er kurz darauf die DDR verlassen wird.
Clara stößt bei diesem Besuch auf einen unbewohnten, heruntergekommenen Katen, den sie und ihr Mann nach und nach renovieren und als Sommerhaus nutzen. Clara arbeitet dort an ihrer Dissertation zu einem sprachwissenschaftlichen Thema; ins Zentrum ihrer Arbeit rückt das Märchen vom Machandelboom und seine Varianten in den unterschiedlichen Sprachen und Kulturen. Clara selber spricht im Verlauf des Romans oftmals das „Lied des Vogels“ („Mein Mutter, der mich schlacht…“) aus dem Märchen vom Machandelboom an: das Bild des Sammelns der Knochen als Bedingung für die Erinnerung und das Wiedererstehen des toten Brüderchens. Das Bild kehrt in verschiedener Form und Abwandlung wieder: etwa in den Briefen, die Jan nach seiner Ausreise an seine Schwester und seine Freunde in der DDR schrieb, die jedoch vom MfS abgefangen worden waren und nach der Wende aus Papierfetzen erneut zusammengesetzt wurden; oder in dem Versuch, Figuren des Pergamon-Altars aus tausenden von Fragmenten wiederherzustellen.

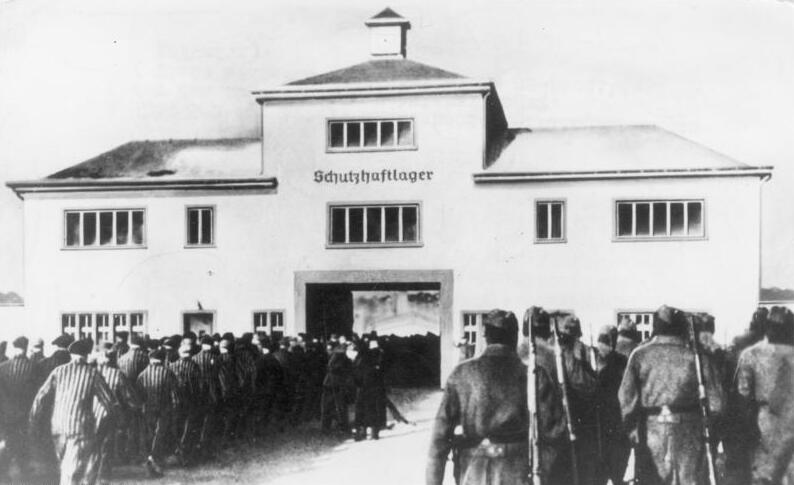
KZ Sachsenhausen

Nach und nach lernt Clara die Bewohner kennen und findet mehr über deren Schicksal sowie über die Geschichte des von ihr bewohnten Katen heraus. In Rückblenden erfährt der Leser etwa vom Schicksal der aus Weißrussland stammenden „Ostarbeiterin“ Natalja, die nach Kriegsende – statt sich repatriieren zu lassen – in Machandel blieb und dort im Jahr 1946 ihre Tochter Lena zur Welt brachte. Natalja hatte Lena in Erinnerung an Marlene Peters benannt, die sich als älteste von sieben Geschwistern nach dem Tod ihrer Mutter um ihre jüngeren Geschwister kümmerte und auf eine falsche Anzeige hin in eine Heil- und Pflegeanstalt verbracht wurde, wo sie im Jahr 1944 getötet wird.
Parallel dazu folgt der Roman dem weiteren Schicksal Claras, die sich gemeinsam mit ihrem Mann und Bekannten in Oppositionsgruppen betätigt und auf diese Weise unmittelbar mit den Begebenheiten in den Jahren vor der „Wende“ konfrontiert wird. Die Geschichte der DDR ist in verschiedener Weise in Claras Leben verwoben: ihr Vater, überzeugter Kommunist im Roten Frontkämpferbund und während das Nationalsozialismus in Konzentrationslagern inhaftiert, die er nur knapp überlebt, erlangt in der DDR hohe Ämter. Hingegen stehen Clara und vor allem ihr Bruder Jan dem Staat kritisch gegenüber. Jan, als Fotograf tätig, wird inhaftiert, nachdem er eine Fotoausstellung über den Prager Frühling organisiert hat, und verlässt im Jahr 1985 schließlich die DDR. Hans Langner selber muss sich der Partei gegenüber rechtfertigen, nachdem ehemalige Kameraden von ihm, die mit ihm das KZ Sachsenhausen und den Todesmarsch überlebten, im Rahmen des Slánský-Prozesses verurteilt werden. Ein mit Clara und Michael befreundetes Ehepaar engagiert sich in der Initiative Frieden und Menschenrechte, wird inhaftiert und muss im Jahr 1988 die DDR verlassen.
Die Beziehung zwischen Clara und Michael wird bereits in der Vorwendezeit schwächer, schließlich trennt sich das Ehepaar. Clara verlässt nach der Wende das Universitätsinstitut, an dem sie tätig war. Der Roman endet in der Gegenwart; in den Katen, den Clara im Jahr 1985 entdeckt hatte, zieht die Familie von Grigori ein, dem Geliebten Nataljas und Vater Lenas, der nach dem Krieg in die Sowjetunion zurückgekehrt war und dort eine Familie gegründet hatte.

## Aufbau
In 25 Kapiteln werden die Geschehnisse abwechselnd von fünf verschiedene Personen – jeweils aus ihrer Perspektive – geschildert. Im ersten und letzten Kapitel ist es Clara, die ihre Ankunft in und letztlich auch ihren Abschied von Machandel beschreibt. Dazwischen kommen Natalja, Claras Vater Hans, Claras Bekannter und Jans Jugendfreund Herbert sowie Emma, Stiefmutter der Peters-Geschwister zu Wort, zudem auch immer wieder Clara. Auf diese Weise kann sich letztlich nur der Leser ein Gesamtbild zusammensetzen, während wohl selbst die Hauptperson Clara nur nach und nach einen Teil der Geschehnisse erfährt.